# Белая (приток Долгой)
Белая — река в России, протекает в Котельничском районе Кировской области. Устье реки находится в 7,4 км по правому берегу реки Долгая. Длина реки составляет 16 км, площадь бассейна — 82,1 км².
Исток реки в болотах у деревни Толстик в 26 км к юго-востоку от Котельнича. Всё течение реки проходит по заболоченному ненаселённому лесу. Впадает в Долгую в 8 км к северо-востоку от посёлка и ж/д станции Ежиха (линия Нижний Новгород — Котельнич).

## Данные водного реестра
По данным государственного водного реестра России относится к Камскому бассейновому округу, водохозяйственный участок реки — Вятка от города Котельнич до водомерного поста посёлка городского типа Аркуль, речной подбассейн реки — Вятка. Речной бассейн реки — Кама.
Код объекта в государственном водном реестре — 10010300412111100036689.